# Schnellpressenfabrik Bohn & Herber
Die Schnellpressenfabrik Bohn & Herber war eine 1873 von Johann Bohn und Adolf Herber in Würzburg gegründetes Unternehmen zum Bau von Druckmaschinen. 1937 wurde das Unternehmen von Koenig & Bauer übernommen.

## Geschichte
1850 trat der Hallgartener Kaufmann Johann Carl Bohn als Teilhaber in die Firma Maschinenfabrik Klein, Forst & Bohn, Johannisberg ein, die seit 1847 erste Schnellpressen für den Druck produzierte und ab 1867 Dampfmaschinen und Brücken. Aufgrund von Meinungsverschiedenheiten verließ Bohn 1871 das Unternehmen und gründete 1873 mit Adolf Herber aus Eltville in Würzburg die Schnellpressenfabrik Bohn & Herber im in Bahnhofsnähe gelegenen Stadtteil Grombühl. Ziel war der Bau von einfachen und preiswerten Schnellpressen. 1880 waren etwa 70 Personen in der Maschinenfabrik Bohn beschäftigt.
Ab 1891 fertigte Bohn & Herber Tiegeldruckpressen mit schwingendem Fundament mit Neuerungen am Cylinderfarbwerk die unter der Nummer DE66029 patentiert wurden.
1937 übernahm der Druckmaschinenhersteller Koenig & Bauer Bohn & Herber.
Eine Stoppzylinder Schnellpresse von Bohn & Herber aus dem Jahr 1890 findet sich ausgestellt im Museum der Arbeit in Hamburg-Barmbek.
Eine halbautomatische Steindruckmaschine von Bohn & Herber aus dem Jahr 1895 ist im Museum für Drucktechnik in Rankweil (Vorarlberg) ausgestellt. Ursprünglich war diese Maschine zum Druck vom Ampullenbeschriftungen in der Basler Pharmazieindustrie eingesetzt.
Eine Stopp- oder Haltzylinderpresse vom Typ Accidenz N° 5 der Firma Bohn & Herber aus dem Jahr 1900 wird im Druckmuseum Grevenmacher in Luxembourg ausgestellt. Sie gehört zur ersten Generation von Schnellpressen.
Firmenschriften finden sich im Archiv des Deutschen Museums.